# スーパーロボット大戦V
『スーパーロボット大戦V』（スーパーロボットたいせんブイ）は、バンダイナムコエンターテインメントより発売されたゲームソフト。略称は『スパロボV』。キャッチコピーは「鋼の巨人達は、新たなる航海（Voyage）へ」。
2017年2月23日にPlayStation 4 / PlayStation Vitaへファーストリリース。2019年10月3日にはNintendo SwitchとSteamへ移植され、発売された。

## 概要
さまざまなアニメ・漫画・小説に登場するロボットたちやそのパイロットなど関係者たちが競演するクロスオーバー作品「スーパーロボット大戦シリーズ」（スパロボ）の1つ。スパロボシリーズ生誕25周年プロジェクトの第2弾タイトルとして、25周年イベント「鋼の超感謝祭」で発表された。
メインプラットフォームをPS4へ移したことでさらにグラフィックが細かくなっているほか、PS Vita版とのクロスセーブにも対応。マップ画面は『スーパーロボット大戦Z』以来のクォータービューを、シナリオデモのレイアウトはバストアップ形式を採用。また、カスタムサウンドトラックにも対応している。
『第3次スーパーロボット大戦Z 時獄篇』開発時には構想が立てられており、その続編『第3次スーパーロボット大戦Z 天獄篇』開発終了後に開発が始まった。続編の発売の予定はなくストーリーも本作のみで完結すると明言されている。
版権作品を扱うシリーズ作品としては初めてアジアでも展開され、海外版の声もオリジナルの声優が担当している。
「PlayStation Awards 2018」において、アジア地域で累計生産出荷数・配信枚数が50万本を超えた作品に贈られる「Gold Prize」を受賞した。
PS4版は後方互換によりPlayStation 5でもプレイ出来る。

## あらすじ
本作のストーリーは、男性の叢雲総司（ソウジ）と女性の如月千歳（チトセ）のいずれかを主人公として展開され、選ばれなかったほうの人物は仲間として登場する。
便宜上、以下のあらすじはソウジを主人公として記述する。チトセが主人公の場合、人間関係は変化するが、全体的なストーリー展開に違いはない。

### 第1 - 8話
新正暦2199年、地球人類は滅亡の危機に瀕していた。外宇宙より侵攻してきたガミラス帝国の放つ遊星爆弾によって、地球は海の干上がった真っ赤な星と化し、かろうじて人々の命をつないだ地下施設の寿命も、残り1年まで迫っていた。
人類が生き延びるためには、16万8000光年の彼方にあるイスカンダルへ行き、環境を再生できるという「コスモリバースシステム」を受領するしかない。イスカンダルからの技術供与で完成した宇宙戦艦ヤマトは、沖田十三艦長以下、古代進らのクルーを乗せ、星々の海へ旅立とうとする。
そのころソウジは、月で開発された謎のシステム ERS-100 を持参して地球に降り、第三特殊戦略研究所のチトセに受け渡す仕事を終えていた。そこへ、ヤマトの発進を阻もうとするガミラスの尖兵が襲撃をかけてくる。ソウジは研究所の試作型機動兵器ヴァングレイを持ち出して応戦し、そのままチトセともどもヤマトに乗艦することになった。
ヤマトは初のワープ航法を成功させて火星から木星へと移動し、土星の衛星エンケラドゥスを経て、遊星爆弾の発射拠点である冥王星ガミラス基地を陥落させる。
太陽系を脱したのち、ワープ中の事故により次元断層の中に落ち込んだヤマトは、同様の境遇となったガミラス艦と共闘して脱出を図るものの、ガミラスの大軍と謎の第三勢力に挟撃される窮地に陥る。だがそのとき、突如として時空が歪み、ヤマトを飲み込むのだった。

### 第9 - 21話
ソウジとチトセは、青い海のほとりで目を覚ました。ふたりは、自分たちが並行世界の地球へと転移してしまったことを知る。地元民のタツさんの助けでなんとか生活することはできたが、ヤマトの行方はようとして知れず、先の見えない不安にチトセはふさぎ込む。
滅亡寸前の地球と比べれば、この世界ははるかに平和であったが、それでも争いはあった。謎の少女の導きで再びヴァングレイに乗り込んだソウジは、旋風寺舞人たち勇者特急隊や、ホシノ・ルリ率いる独立ナデシコ隊と協力して、悪党と戦っていく。謎の少女の正体が、アンドロイドの体を得たヴァングレイのOS「システム99」であることを知ったソウジは、彼女にナインと名づけた。人の心の何たるかを知ろうとするナインは、以後さまざまな機動兵器のパイロットたちと交流を重ねていく。
ナデシコ隊と因縁のあるテロリスト集団「火星の後継者」が大々的に活動を開始し、ヤマトが彼らに捕らわれていることが明らかとなる。戦う意欲を失ったチトセの身柄をタツさんに託し、ソウジはナデシコ隊への協力を続け、火星の後継者たちの手からヤマトを解放する。そのままの勢いでテロリストの本拠地である火星極冠遺跡に攻め込む一行だったが、以前に次元断層の中で対峙した謎の敵が姿を現す。ソウジはガーディムの兵士グーリーと名乗る謎の敵を撃墜するが、相手の正体は依然として不明のままだった。混戦の末に火星の後継者を壊滅させたそのとき、世界の調律者を自称するエンブリヲの介入で、遺跡が大爆発を起こす。

### 第22 - 32話
一行は気がつくと、地球連邦とネオ・ジオンが対峙する別の世界に転移していた。協議の結果、ヤマトの地球を新正暦世界、火星の後継者と戦った地球を西暦世界、そして今いる第3の地球を宇宙世紀世界と呼称することが決まる。宇宙世紀世界では、新正暦世界の100年前と同じ名前の人物や勢力が活動していたが、細部の歴史は異なるようであった。
一行はそれまでの経験から、並行世界の壁を越えるパラレルボソンジャンプの技術を確立させ、ある程度は自由に世界を行き来できるようになった。

### 第33 - 34話
ガーディムが送り込んだアンドロイドの細工によってヤマトの波動エンジンが不調に陥り、さらに倒したはずのグーリーまでもが現れて、ナインの誘拐を試みる。ソウジはヴァングレイで立ち向かうが、ガーディムの指揮官ジェイミーの不意打ちを受けて機体は中破する。しかしかねてから様々なメカニックに協力を仰いでいたナインは、すでに後継機を組み上げていた。ナインとともに乗り込む新機体の力で、ソウジはグーリーとの決着をつけ、ジェイミーを撤退に追い込む。
かなりの無理を押して新機体を開発していた理由をソウジに問われたナインは、自らがあのERS-100だったことを明かす。資材さえあればどんなものでも造り出せるERS-100の本来の役目は、新正暦世界の地球を再生することにあった。しかしソウジやチトセから人間の存在を教えられたERS-100は、より深く人間について知るためにヴァングレイを組み上げてそのOSを自称し、さらにはアンドロイドのナインとなったのであった。

### 第35 - 45話
エンブリヲ、秘密結社アマルガムを掌握したレナード、そして舞人が追っていた「巨大な悪」エグゼブは、西暦世界と宇宙世紀世界を時空融合させて、すべてを滅ぼそうとする。時空融合はかろうじて始祖の龍アウラによって抑えられたが、それも長続きはしない。地球を救う唯一の方法は、イスカンダルでコスモリバースシステムを得ることだった。ヤマトを旗艦とし、3つの世界の戦力で結成された地球艦隊・天駆は、新正暦世界へとパラレルボソンジャンプし、イスカンダルのある大マゼラン銀河を目指す。
ガミラスの妨害をはねのけて進む地球艦隊・天駆に対し、ジェイミーが新たに差し向けた刺客は、西暦世界で暮らしているはずのチトセだった。彼女の真意が読めず、ソウジは動揺を隠せない。

### 第46 - 49話
地球艦隊・天駆の行く手を、ガミラスの勇将ドメルが阻む。二重三重に張り巡らした作戦によって、ドメルはヤマトからイスカンダルの姫ユリーシャをさらおうとするが、森雪が取り違えられて連れ去られた。
ドメルを倒した一行は、雪の行方を追ってガミラスの収容所がある惑星レプタポーダに赴くも、一足遅く雪はガミラス本星まで移送されてしまった。そしてユリーシャによって、ガミラスとイスカンダルが双子星であると明かされる。
ガミラス本星近くの宙域で、チトセを伴ったガーディムが横槍を入れてくる。チトセの機体を無力化したソウジは彼女の救出に向かうものの、実はガーディムの端末を基にして生まれた存在だったナインが意志の自由を奪われたため、おとなしく捕縛される。
ソウジを迎えたガーディム第8艦隊司令のアールフォルツは、ガーディム人唯一の生き残りであり、その他の人員はグーリーもジェイミーもすべてアンドロイドだった。アールフォルツは、かつてイスカンダルが波動エネルギーを用いた武力でガーディムと大マゼラン銀河の覇権を争った存在であると告げ、またナインの起源である文明再建システム・ネバンリンナにより祖国を復興させると述べる。以前この話を聞かされたチトセはイスカンダルに対して不信感を抱き、ネバンリンナの力で地球を救ってもらおうと考えたのだった。しかしアールフォルツの目的は、再興した地球を新たな母星として乗っ取ることにあった。
一方、雪の奪還に成功した地球艦隊・天駆は、ガミラスの帝都バレラスで総統デスラーと対峙していた。そこへアールフォルツも割り込んでくるが、デスラーは早々に撤退すると、宇宙から要塞都市「第二バレラス」の一部を落下させて帝都の臣民ごと邪魔者を葬り去ろうとする。ソウジは必死でナインに呼びかけて彼女の心を取り戻すと、真っ向勝負での決着を望むグーリーの手引きで、チトセともども脱出。地球艦隊・天駆はガーディムを駆逐し、ヤマトの波動砲で落下する要塞を破壊してバレラスを守り抜いた。

### 第50 - 51話
ついにイスカンダルへとたどり着いた地球艦隊・天駆は、コスモリバースシステムを受領して帰途に就く。勢いに乗った一行は、エンブリヲやレナードの妨害を突破し、エグゼブの背後にいた西暦世界の支配者ブラックノワールをも討ち取る。だが、デスラーの最後の逆襲によって生じた混乱で、雪が命を落としてしまう。悲嘆にくれる古代だったが、そのときコスモリバースシステムがひとりでに作動し、雪を蘇生させた。
時空融合が進む地球間近まで帰ってきた地球艦隊・天駆の前に、実は自らもアンドロイドだったアールフォルツが現れ、過去の宇宙から真のアールフォルツを召喚する。自分に似せたアンドロイドを容赦なく処分した真アールフォルツは、ガーディムを再び銀河の覇者とする野望をあらわにするも、地球艦隊・天駆に追い詰められたため、仲間の第8艦隊を呼び寄せようとする。しかしガーディム人たちは、自律稼働を始めたネバンリンナによって全員抹殺されていた。ナイン経由で地球人の高い精神性を学んだネバンリンナは、いつまでも傲慢さを捨てられないガーディム人に愛想をつかし、護るに値する新人類を自らの手で生み出すことにしたのだ。
不屈の闘志で困難を乗り越えてきた地球艦隊・天駆も、その不屈の闘志を我がものとしたネバンリンナには苦戦を強いられ、絶体絶命の危機に陥る。ところが苦境の中にあって、互いへの愛を確認したばかりの古代と雪は希望を捨てず、くじけようとしない。2人の姿を見たネバンリンナは、ナインが調べ損ねたせいで知識が欠落していた「愛」を理解できずに混乱をきたし、その隙を突かれて敗北する。遠い昔のガーディムに、覇業よりも平穏な暮らしを選んで地球に入植した人たちがおり、ヤマトクルーを含む新正暦世界の地球人にその遺伝子が受け継がれていることを知らされたネバンリンナは、自らが護り支えるべき者たちと敵対していたことを悟り、機能停止した。
そして、雪の蘇生と引き換えに力を失っていたコスモリバースシステムは、沖田艦長が命を捧げることで再び動き出し、3つの世界の地球をあるべき姿へと戻すのだった。

## ゲームシステム
ここでは、本作特有のシステムや新規追加・変更されたシステムについて解説する。シリーズ共通のシステムについてはスーパーロボット大戦シリーズのシステムを参照。
近年の作品における「小隊システム」のような複数のユニットを一つに編成するシステムは不採用となっている。そのほか、精神コマンドは敵ターン中の戦闘直前にも使用できるようになった。
TacP（タックポイント）
ZシリーズやOGシリーズにおける、「パイロットポイント（PP）」に相当する数値。PPとは異なり、パイロット個人ではなく部隊で一括して管理する。
戦闘などにより獲得するTacPを使用してスキルルートを開発し、それに応じたスキルプログラムを獲得していく。この他にも戦闘中に特定の行動を行うことでスキルプログラムを獲得できる。開発済みのスキルはTacPの支払いにより獲得可能。プログラムを使用することでパイロットに新たなスキルを習得させたり、既に取得済みスキルのレベルを上げたりすることが可能。パイロットステータスについても当該プログラムの使用により伸ばせる（「ニュータイプ」など、養成不可の技能もある）。
なおTacPはパイロット養成以外にファクトリー（後述）での強化パーツの購入と、チーム全体を強化する「TACカスタマイズ」の効果を上げることにも使用できる（後述）。
ファクトリー
ナイン加入後に解放される要素。『第3次スーパーロボット大戦Z 天獄篇』における「Dトレーダー」に相当する。強化パーツの購入や、部隊全体に恩恵を受ける「TACカスタマイズ」をTacPで強化できる。
「TACカスタマイズ」は全4段階のGRADEで表示され、ストーリーが進むごとにGRADEが1段階づつ解放される。
戦闘中に該当行動をすることで新たな強化パーツを購入可能になるほか、通常よりも安価で強化パーツを購入できる「お勧め品」がある。
また、ナインが様々な人間の個性や志向を理解する人間調査で、ストーリーの進行に応じたTacPを得られることもある。
エクストラアクション、エクストラオーダー
敵機を撃墜したり、味方機を修理・補給するなどの一定の条件で溜まる「ExC（エクストラカウント）」を消費して行う行動。
移動力を上げる「ブーストダッシュ」、敵機の保有するバリアなどの防御特殊効果を無効化する「ダイレクトアタック」、確実にクリティカルヒットを出す「スマッシュヒット」、敵機を撃墜するともう一度行動可能になる「マルチアクション」の4種類のエクストラアクションと、戦艦ユニットだけが持つ、一定範囲内の味方機を回収する「緊急回収」、一定範囲内の味方1機の気力を上昇させる「気力上昇」、一定範囲内の味方機にExCを補充する「ExC上昇」、一定範囲内の行動済みの味方機を再度行動させる「行動回復」の4種類のエクストラオーダーがある。
エースボーナス、グレートエース
敵機を60機撃墜することで、パイロット固有の特殊能力を得られる「エースボーナス」に加えて、80機撃墜すると初期SPとExCが増加する「グレートエース」もある。
エースボーナスを得たパイロットは、ファクトリーにてナインから祝福のメッセージが送られる。
ビギナーズモード
『スーパーロボット大戦OG ムーン・デュエラーズ』に引き続いて採用されたシリーズ初心者向けのモード。
『スーパーロボット大戦OG ムーン・デュエラーズ』の時とは異なり、選択したゲームモードによる特定ルートが固定化されることはない他、ゲーム開始後でもオプションから変更することが可能。
なお、本作のSRポイントは、ビギナーズモードになる間では取得できない仕様となっている。

### 原作設定を再現したシステム
プトレマイオス2によるトランザム（劇場版 機動戦士ガンダム00 -A wakening of the Trailblazer-）
トランザム攻撃はソレスタルビーイングのガンダムマイスターの使う4機のガンダムは序盤から、途中合流するグラハム・エーカーならびにパトリック・コーラサワー機は中盤から使用可能。プトレマイオス2には序盤からトランザムコマンドが存在し、CBのガンダムが全機出撃状態でもコマンド使用可能。ターン制限はあるが武装と移動力とが飛躍的に向上し、一部武装が移動後も使用可能となる。
ティエリアのサブパイロット化（劇場版 機動戦士ガンダム00 -A wakening of the Trailblazer-）
終盤ラファエルガンダムの撃破で再現したステージを通過した場合、原作と同様にティエリアを00クアンタのサブパイロットにする以外に、オリジナル展開としてラファエルガンダムとティエリアをそのまま残すことを選択できる。
サブパイロットにする場合ラファエルガンダムとティエリアに使った改造資金とTacPが返還される。
システム掌握（劇場版機動戦艦ナデシコ -The prince of darkness-）
ナデシコC専用の特殊コマンド。1マップに1回だけ、ルリによるシステムハッキングで敵全機体に「分析」「かく乱」がかかる。
魔神化（真マジンガーZERO vs暗黒大将軍）
甲児の気力が150を超えると発動可能。コマンド選択後、マジンガーZがマジンガーZEROに変化する。当該マップでZEROからZに戻ることは不可。
擬似シン化（ヱヴァンゲリヲン新劇場版：破）
エヴァンゲリオン初号機の固有技能。シンジが気力170以上かつシンクロ率が90％を超えると発動する。
武器性能が上昇し、特殊能力「HP回復（小）」「EN回復（大）」がかかる。さらにMAP兵器版「衝撃波」が使用可能になる。
波動砲（宇宙戦艦ヤマト2199）
宇宙戦艦ヤマトの最強武装「波動砲」は、通常のステージでは使用できないが、終盤のあるステージに限り使用可能となる。当該ステージで波動砲を使用するか否は、1周目で隠しエンディングルートに進むか否かに大きく影響を与える（2周目以降は無条件で進むか否かを選択できる）。なお、隠しエンディングルートに進む場合のみ、最終話のイベント以降は波動砲が再び使用可能となる。
宇宙戦艦ヤマトの波動砲の使用可能なマップが限られている理由は、波動砲は人間に向けては撃たないものであり（波動砲#リメイクアニメシリーズにおける設定を参照）、同作の監督である出渕裕から、ゲーム作品においてもそうであって欲しいという意見を受けたため。

## 参戦作品

### 一覧
★マークはシリーズ初参戦。
- 無敵超人ザンボット3
- 無敵鋼人ダイターン3
- 機動戦士Ζガンダム
- 機動戦士ガンダムΖΖ
- 機動戦士ガンダム 逆襲のシャア
- ★機動戦士ガンダム 閃光のハサウェイ
- 機動戦士クロスボーン・ガンダム
- ★機動戦士クロスボーン・ガンダム スカルハート
- ★機動戦士クロスボーン・ガンダム 鋼鉄の7人
- 機動戦士ガンダムSEED DESTINY
- 劇場版 機動戦士ガンダム00 -A wakening of the Trailblazer-
- 機動戦士ガンダムUC
- ★勇者特急マイトガイン
- 劇場版機動戦艦ナデシコ -The prince of darkness-
- 真(チェンジ!!)ゲッターロボ 世界最後の日
- 真マジンガー 衝撃! Z編
- ★真マジンガーZERO vs暗黒大将軍
- フルメタル・パニック!
- フルメタル・パニック? ふもっふ
- フルメタル・パニック! The Second Raid
- フルメタル・パニック!（原作小説版）
- ヱヴァンゲリヲン新劇場版:序
- ヱヴァンゲリヲン新劇場版:破
- ヱヴァンゲリヲン新劇場版:Q
- ★宇宙戦艦ヤマト2199
- ★クロスアンジュ 天使と竜の輪舞

### 解説
全26作品。新規参戦作品は7作品。『機動戦士ガンダム 閃光のハサウェイ』・『機動戦士クロスボーン・ガンダム 鋼鉄の7人』・『真マジンガーZERO vs暗黒大将軍』・『ヱヴァンゲリヲン新劇場版:Q』は機体のみの参戦。このほか、上記のリストには記載されていないが、マジンガーシリーズ原作の流れを踏まえた本作オリジナルロボット「マジンエンペラーG」が登場。また、「スーパーロボット大戦25周年スペシャル参戦」として、『第4次スーパーロボット大戦』から本シリーズオリジナルロボットのグルンガストとヒュッケバインが登場する。
本作はシリーズ25周年の集大成であることから、さまざまな世代に思い入れの深い作品を参戦させることが考えられたといい、『機動戦士ガンダムΖΖ』や『勇者特急マイトガイン』がそれに当たる。小説作品や漫画作品がいくつか参戦しているのは、本作の参戦作品選択基準の1つである、クロスオーバーで新しい試みを行うというものによる。また、本作はこれまで以上にアンケートを重視したといい、ファンの多い「勇者シリーズ」の作品として『勇者特急マイトガイン』、最近の作品として『クロスアンジュ 天使と竜の輪舞』がアンケートを参考に選出されている。
プロデューサーの寺田貴信によれば、『宇宙戦艦ヤマト2199』の参戦は以前から考えられていたが、ロボットがアナライザーしかいないため悩んでいたという。だが、鈴村健一の同作への熱意や、BNEからの新たなクロスオーバーの要望を受け、参戦に至った。
多数の強力なスーパーロボットが活躍する本ゲームにおいて、『宇宙戦艦ヤマト2199』の基本設定であるガミラス帝国の攻撃で滅亡寸前となった地球をそのまま再現することは難しいため、並行世界の関係にある複数の地球を舞台とする構想が生まれ、ヤマトの地球にはあまりスーパーロボットはいない設定にした。またこのことが、同じく並行世界を題材とした『クロスアンジュ 天使と竜の輪舞』の参戦につながっている。『クロスアンジュ 天使と竜の輪舞』における特殊な世界観と設定は、原作に登場する国々を「始祖連合国」として鎖国状態にすることで再現している。
『フルメタル・パニック!（原作小説版）』のアニメ未登場キャラクターには、原作者である賀東招二の監修を受けて音声が付けられた。またゲーム用グラフィックは四季童子によりデザインされている。
『機動戦士クロスボーン・ガンダム 鋼鉄の7人』は原作のエピソードが入る予定だったが、作品間でのエピソードの調整で良い条件が組み上がらなかったため断念され、機体のみの参戦となった。
「V」という作品名に反して参戦作品に「V」のつく作品がないが、これは参戦作品がすべて決まった後に作品名が決定したためである。もともと「V」は「α」「Z」と並んで20年来タイトル候補に挙げられたものであり、『スーパーロボット大戦Z』も当初は「V」にすることを考えられていた。本作品では開発時の仮称として「V」を用いていたが、ほかに適当なタイトルが出てこなかったこともあり、そのまま正式名として採用された。イベントでの発表時に「Voyage（航海）」という意味が与えられた。

### パッケージ登場機体
通常版
- マジンガーZERO - 『真マジンガーZERO vs暗黒大将軍』
- 真ゲッター1 - 『真（チェンジ!!）ゲッターロボ 世界最後の日』
- エヴァンゲリオン初号機（擬似シン化第1覚醒形態） - 『ヱヴァンゲリヲン新劇場版：破』
- マイトガイン - 『勇者特急マイトガイン』
- ΖΖガンダム - 『機動戦士ガンダムΖΖ』
- νガンダム - 『機動戦士ガンダム 逆襲のシャア』
- ARX-8 レーバテイン - 『フルメタル・パニック！（原作小説版）』
- ブラックサレナ - 『劇場版機動戦艦ナデシコ -The prince of darkness-』
- ヴィルキス - 『クロスアンジュ 天使と竜の輪舞』
- 宇宙戦艦ヤマト - 『宇宙戦艦ヤマト2199』
- ナデシコC - 『劇場版機動戦艦ナデシコ -The prince of darkness-』

プレミアムアニメソング&サウンドエディション
- ヴィルキス - 『クロスアンジュ 天使と竜の輪舞』
- マジンガーZ（ゴッドスクランダー装備） - 『真マジンガー 衝撃! Z編』
- ΖΖガンダム - 『機動戦士ガンダムΖΖ』
- エヴァンゲリオン初号機 - 『ヱヴァンゲリヲン新劇場版』
- ザンボット3 - 『無敵超人ザンボット3』
- マイトガイン - 『勇者特急マイトガイン』
- ARX-7 アーバレスト - 『フルメタル・パニック！The Second Raid』
- 真ゲッター1 - 『真（チェンジ!!）ゲッターロボ 世界最後の日』
- Ξガンダム - 『機動戦士ガンダム 閃光のハサウェイ』
- ブラックサレナ - 『劇場版機動戦艦ナデシコ -The prince of darkness-』
- 宇宙戦艦ヤマト - 『宇宙戦艦ヤマト2199』

## オリジナルキャラクター

### 防衛隊
叢雲 総司（ムラクモ ソウジ）
声 - 桐本拓哉
男主人公。月面特殊戦略研究所防衛隊の隊員。
デザインは渡邉亘。
如月 千歳（キサラギ チトセ）
声 - 神田朱未
女主人公。第三特殊戦略研究所防衛隊の隊員。
デザインは渡邉亘。
ナイン
声 - 山本希望
ソウジやチトセとともに行動する謎の少女。
デザインは渡邉亘。

### ニコラ・ヴィルヘルム研究所
ヴェルターブ・テックスト
声 - 金本涼輔
ヒュッケバインのテストパイロット。愛称は「ヴェルト」。
デザインは糸井美帆。
シャルロッテ・ヘイスティング
声 - 照井春佳
グルンガストのテストパイロット。愛称は「ロッティ」。
デザインは糸井美帆。

### 超文明ガーディム
アールフォルツ・ローム・ハルハラス
声 - 中田譲治
ジェイミー・リータ・スラウシル
声 - 庄司宇芽香
グーリー・タータ・ガルブラズ
声 - 田中一成
ソルジャー
声 - 田中一成
コマンダー
声 - 庄司宇芽香
システム・ネバンリンナ
声 - 鶴ひろみ

## オリジナルメカ
ヴァングレイ
デザインは清水栄一。ナインが設計、開発した機体。武器を積めるだけ積み込み、加えて強烈な機動力を持たせており非常にピーキーな仕様になっているがナインの補佐によって戦闘歴の浅い女性主人公でも操作が可能となっている。コクピット内はパイロットスーツ無しでも問題ないほどの安全性を完備している。修理機能付き。
ヴァングレイII
戦闘によって大破したヴァングレイを修理したもの。姿は変わっていないが全体的に性能は向上しているものの修理機能は外されている。条件を満たすとサブ主人公が搭乗して自軍入りする隠し機体扱い。
ヴァングネクス
後継機のひとつで中盤での選択肢で【スピードを求める】とこの機体になる。いわゆるリアル系寄りの性能となり、マップ兵器も追加される。
グランヴァング
後継機のひとつで【パワーを求める】とこの機体になる。スーパー系寄りの機体で火力は非常に高い。なお、上のヴァングネクス同様乗り換え直後は最大威力の武装はなく、終盤にて追加される。
アールヤブ
プラーマグ
マーダヴァ
マーダヴァ・デク
スリニバーサ
バースカル
アーケイディア
ヒュッケバインやグルンガストに関しては個別記事を参照。なお、両ロボの本編登場は通常は中盤以降からとなるが、初回出荷版に封入された特典「オリジナルコード」をゲーム内で（第2話までに）入力すれば序盤から使用可能となる。このコードは初回盤のみで、その後も追加有料配信での解禁も一切されていない。

## 主題歌
オープニングテーマ「THE EXCEEDER」
歌：JAM Project
エンディングテーマ「NEW BLUE」
歌：JAM Project

## 期間限定生産版収録曲
本作の期間限定生産版「プレミアムアニメソング＆サウンドエディション」では、各ユニットの出自作品で用いられていた原曲が収録（全35曲。ゲーム用に尺を調整した盤）されており、それをBGMとして戦闘時に流すことが可能となっている。Switch版ではダウンロード版のみでの発売となる。またSwitch版では通常版と期間限定生産版はセーブデータを共有できない。
1. 行け!ザンボット3 - 堀光一路（『無敵超人ザンボット3』主題歌）
2. カムヒア!ダイターン3 - 藤原誠（『無敵鋼人ダイターン3』主題歌）
3. 水の星へ愛をこめて - 森口博子（『機動戦士Ζガンダム』2nd主題歌）
4. 宇宙を駆ける〜ゼータの発動 - 三枝成彰：作曲（『機動戦士Ζガンダム』サウンドトラックより）
5. アニメじゃない〜夢を忘れた古い地球人よ〜 - 新井正人（『機動戦士ガンダムΖΖ』主題歌）
6. サイレント・ヴォイス - ひろえ純（『機動戦士ガンダムΖΖ』2nd主題歌）
7. BEYOND THE TIME (メビウスの宇宙を越えて) - TM NETWORK（『機動戦士ガンダム 逆襲のシャア』主題歌）
8. MAIN TITLE - 三枝成彰：作曲（『機動戦士ガンダム 逆襲のシャア』サウンドトラックより）
9. ignited -イグナイテッド- - T.M.Revolution（『機動戦士ガンダムSEED DESTINY』主題歌）
10. vestige -ヴェスティージ- - T.M.Revolution（『機動戦士ガンダムSEED DESTINY』挿入歌）
11. DAYBREAK'S BELL - L'Arc〜en〜Ciel（『機動戦士ガンダム00』主題歌）
12. 閉ざされた世界 - THE BACK HORN（『劇場版 機動戦士ガンダム00 -A wakening of the Trailblazer-』主題歌）
13. Everlasting - Kylee（『機動戦士ガンダムUC episode 2 赤い彗星』エンディング曲）
14. StarRingChild - Aimer（『機動戦士ガンダムUC episode 7 虹の彼方に』エンディング曲）
15. 嵐の勇者（ヒーロー） - 岡柚瑠（『勇者特急マイトガイン』主題歌）
16. レッツ・マイトガイン!! - 露湖藻雷蔵（『勇者特急マイトガイン』挿入歌）
17. グレート・ダッシュ!! - 露湖藻雷蔵 & 海蔵（『勇者特急マイトガイン』挿入歌）
18. YOU GET TO BURNING - 松澤由美（『機動戦艦ナデシコ』主題歌）
19. Dearest - 松澤由美（『劇場版機動戦艦ナデシコ -The prince of darkness-』主題歌）
20. ナデシコのテーマII - 服部隆之：作曲（『劇場版機動戦艦ナデシコ -The prince of darkness-』サウンドトラックより）
21. 今がその時だ - 水木一郎（『真(チェンジ)!!ゲッターロボ 世界最後の日』主題歌）
22. HEATS - 影山ヒロノブ（『真(チェンジ)!!ゲッターロボ 世界最後の日』2nd主題歌）
23. 感じてKnight - ULTIMATE LAZY for MAZINGER（『真マジンガー 衝撃!Z編』主題歌）
24. 守護神-The guardian - JAM Project（『真マジンガー 衝撃!Z編』2nd主題歌）
25. tomorrow - 下川みくに（『フルメタル・パニック!』主題歌）
26. それが、愛でしょう - 下川みくに（『フルメタル・パニック? ふもっふ』主題歌）
27. 南風 - 下川みくに（『フルメタル・パニック! The Second Raid』主題歌）
28. 翼をください - 林原めぐみ/スペシャル・キッズ（『ヱヴァンゲリヲン新劇場版:破』劇中歌）
29. Gods Message - 鷺巣詩郎：作曲（『ヱヴァンゲリヲン新劇場版:Q』サウンドトラックより）
30. 宇宙戦艦ヤマト2199のテーマ - 宮川泰:作曲/宮川彬良:編曲/葉加瀬太郎：演奏（『宇宙戦艦ヤマト2199 星巡る方舟』主題曲）
31. ヤマト出撃 - 宮川泰:作曲/宮川彬良:編曲（『宇宙戦艦ヤマト2199 星巡る方舟』サウンドトラックより）
32. 禁断のレジスタンス - 水樹奈々（『クロスアンジュ 天使と竜の輪舞』主題歌）
33. 真実の黙示録 - 高橋洋子（『クロスアンジュ 天使と竜の輪舞』2nd主題歌）
34. 永遠語り〜El Ragna〜 - アンジュ（cv.水樹奈々）サラ（cv.堀江由衣）（『クロスアンジュ 天使と竜の輪舞』劇中歌）
35. TIME TO COME（『第4次スーパーロボット大戦』サウンドトラックより）

## プロモーション

### イベント
2016年6月4日開催のイベント「鋼の超感謝祭2016」にて制作発表。さらには魂ウェブ公式サイトにて本作が「マジンエンペラーG」のデビュー作になることが明かされた。

### テレビCM
第1弾は芸人博多大吉がスパロボ愛について語る「条件反射篇」、第2弾は「加速篇」、第3弾は声優檜山修之がナレーションを務める「発売中篇」が公開された。

### WebCM
博多大吉による「ロングインタビュー」「ゲームプレイ」「スパロボ大喜利」が配信されている。

### 初回封入特典
以下の3点が解禁されるプロダクトコード付き。
1. 強化パーツや資金がもらえるシナリオ「スペシャルスターター・パック」
2. PS4・Vita用「オリジナルテーマ」
3. 「グルンガスト」「ヒュッケバイン」がゲーム序盤から使用可能

さらに、パッケージ版には「スパロボVクルセイド特製プロモーションカード」、ダウンロード版には強化パーツ「Vクリスタル」が同梱される。

## 関連作品
- スーパーロボット大戦X-Ω - 『V』の前日談[22]であるユニットクエスト「もう1機のヒュッケバイン」にヴェルトが登場。同じくヒュッケバインのテストパイロットであるシズキ・シズカワとの関わりが描かれている。
- スーパーロボット大戦T- 『V』の後日談で条件を満たすと隠しシナリオで、ソウジ、チトセ、ナイン、ヴェルト、ロッティと各機体（ヴァングネクス、グランヴァング、ヒュッケバイン、グルンガスト）がスポット参戦。後に発売されたDLC「エキスパンション・シナリオ」で5人全員が正規参加。さらに敵側として超文明ガーディムの幹部（アールフォルツ、ジェイミー、グーリー）およびネバンリンナが復活する。なおスポット参戦の搭乗機体は、ソウジはヴァングネクス、チトセはグランヴァングで固定されているが、エキスパンション・シナリオでの参入以降は相互に乗り換えが可能となる。なおナインは2人になり、両者のサブパイロットとして使用可能。